# Ligue professionnelle de hockey du Témiscamingue
La Ligue professionnelle de hockey du Témiscamingue ou TPHL (en anglais : Timiskaming Professional Hockey League - TPHL) est une association sportive professionnelle nord-américaine regroupant des équipes de hockey sur glace du Canada.

## Équipes
- Silver Kings de Cobalt (1906-1911)
- Club de hockey de Haileybury (1906-1911)
- New Liskeard (1906-1907)
- Latchford (1906-1907)
- North Bay (1910-1911)

## Anciens joueurs
- Ed Décarie
- Newsy Lalonde
- Bert Lindsay
- Hugh Lehman
- Didier Pitre
- Bruce Ridpath
- Bobby Rowe
- Art Ross
- Harry Smith